# Wolfgang Bösl
Wolfgang Bösl (* 19. August 1989 in Berchtesgaden) ist ein ehemaliger deutscher Nordischer Kombinierer.

## Werdegang
Bösl trat für den SK Berchtesgaden an. Er war bei der Bundespolizei beschäftigt. Sein erstes internationales Rennen bestritt er im September 2004 in Ramsau im Rahmen eines FIS-Rennens. Im März 2006 in Klingenthal nahm er an seinem ersten Rennen im B-Weltcup teil und wurde 48. in einem Gundersen-Wettbewerb. In den nächsten drei Jahren lief Bösl in unterschiedlichen Wettkampfserien, so im B-Weltcup, FIS-Rennen, dem Continental- und dem Alpencup. Mehrfach konnte er im B-Weltcup Top-Ten-Platzierungen erreichen, bestes Ergebnis war ein fünfter Rang in einem Sprint, erreicht im Dezember 2007 in Vuokatti. Bei den Nordischen Junioren-Weltmeisterschaften 2008 in Zakopane wurde Bösl 14. im Gundersen-Wettbewerb und gewann mit Andreas Günter, Markus Förster und Stefan Tuss die Goldmedaille im Teamwettbewerb. In Štrbské Pleso belegte er 2009 im Gundersen-Wettkampf den 50. Rang, gewann aber mit dem Team, zu dem auch Fabian Rießle, Michael Dünkel und Johannes Rydzek gehörten, die Bronzemedaille hinter den Vertretungen aus Norwegen und Frankreich. Seit der Junioren-WM tritt er meist im Continental-Cup an, bestes Resultat wurde hier bislang ein zweiter Platz im Gundersen-Wettbewerb in Rovaniemi, erreicht im März 2009 hinter Matthias Menz. Bei seinen drei ersten Starts im Weltcup der Nordischen Kombination im Januar 2010 lief er immer in die Punkteränge. Bestes Resultat wurde ein 16. Rang in einem Gundersen-Wettkampf in Schonach.

## Statistik

### Weltcup-Platzierungen
| Saison  | Platz | Punkte |
| ------- | ----- | ------ |
| 2009/10 | 52.   | 024    |
| 2010/11 | 50.   | 007    |
| 2012/13 | 33.   | 092    |
| 2013/14 | 74.   | 008    |
| 2014/15 | 49.   | 029    |

### Grand-Prix-Platzierungen
| Saison | Platz | Punkte |
| ------ | ----- | ------ |
| 2011   | 46.   | 005    |
| 2012   | 28.   | 057    |
| 2013   | 31.   | 016    |
| 2014   | 27.   | 032    |
| 2015   | 30.   | 016    |

### Continental-Cup-Platzierungen
| Saison  | Platz | Punkte |
| ------- | ----- | ------ |
| 2005/06 | 83.   | 013    |
| 2006/07 | 53.   | 041    |
| 2007/08 | 33.   | 122    |
| 2008/09 | 11.   | 362    |
| 2009/10 | 12.   | 318    |
| 2010/11 | 13.   | 291    |
| 2011/12 | 08.   | 376    |
| 2012/13 | 49.   | 082    |
| 2013/14 | 02.   | 699    |
| 2014/15 | 38.   | 090    |

### Platzierungen bei Deutschen Meisterschaften
| Jahr und Ort      | Wettbewerb | Wettbewerb | Wettbewerb |
| Jahr und Ort      | Gundersen  | Sprint     | Teamsprint |
| ----------------- | ---------- | ---------- | ---------- |
| 2006 Oberhof      | 12.        | 19.        | –          |
| 2007 Winterberg   | 09.        | 15.        | –          |
| 2008 Klingenthal  | –          | 27.        | –          |
| 2009 Garmisch     | 06.        | –          | 03.        |
| 2011 Hinterzarten | –          | –          | 03.        |
| 2013 Oberstdorf   | 11.        | –          | 07.        |
| 2014 Hinterzarten | 06.        | –          | 06.        |
| 2015 Oberstdorf   | 12.        | –          | 03.        |